# دانشگاه بلز پاسکال

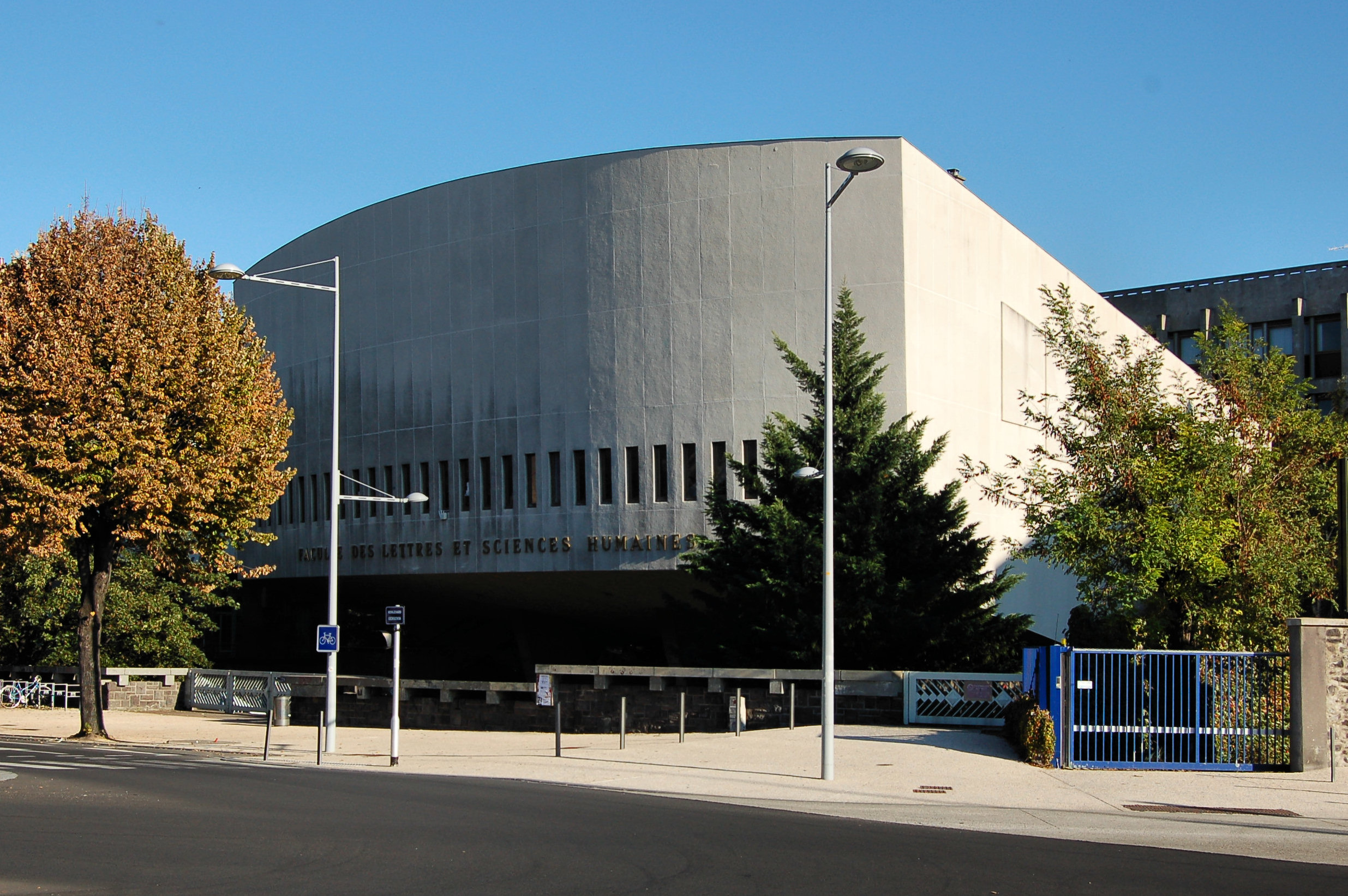
دانشگاه بلز پاسکال

دانشگاه بلز پاسکال یکی از دانشگاه‌های فرانسه در کلرمون فران است.